# Spider-Woman (Gwen Stacy)
Mulher-Aranha (no original, Spider-Woman), popularmente conhecida como Gwen-Aranha (no original, Spider-Gwen) é o alter ego de Gwen Stacy da Terra-65, que assume a identidade de Mulher-Aranha depois de ter sido picada por uma aranha radioativa, é uma personagem fictícia da Marvel Comics que apareceu pela primeira vez na história Edge of Spider-Verse #2 de setembro de 2014. Sua estreia foi excepcionalmente popular, tanto que após, ela passou a estrelar uma série própria chamada Spider-Gwen, que estreou em Fevereiro de 2015. Esta série explora o universo conhecido como Terra-65, uma realidade alternativa onde em vez de Peter Parker, Gwen Stacy é que foi mordida pela aranha radioativa, tornando-se a Mulher-Aranha de seu mundo.

## Concepção
A personagem foi concebida pela primeira vez, por longo tempo, pelo roteirista do Homem-Aranha Dan Slott. No entanto, seu conceito inicial era muito diferente do que foi publicado, que acabou sendo resultado principalmente do trabalho de Jason Latour e Robbi Rodriguez.
Em outubro de 2014, durante a New York Comic-Con, o editor senior da Marvel Nick Lowe anunciou que a personagem receberia sua própria publicação.
Spider-Gwen também vai estrelar uma equipe a partir do segundo volume de Spider-Verse em uma série intitulada Web Warriors. A série tem como escritor Mike Costa, e David Baldeon responsável pela arte.

## História ficcional

### Origem
Na realidade alternativa chamada Terra-65, Gwen Stacy é mordida pela aranha radioativa, e se torna uma super-heroína chamada Mulher-Aranha. Ela é também um membro de uma banda liderada por Mary Jane Watson e vive um conflito dentro de casa com o pai, o Capitão Stacy.

## Em outras mídias

### Televisão
- A Spider-Gwen foi apresentada no episódio intitulado "Return to the Spider-Verse", da quarta temporada da série animada Ultimate Spider-Man. A personagem é interpretada por Dove Cameron.[7]

- Spider-Gwen aparece na série Spider-Man, interpretada por Laura Bailey. Gwen desenvolve poderes de aranha no arco da Spider Island depois de ser exposta aos químicos do Chacal e usa-os para se tornar a Spider-Gwen. Ao contrário das versões anteriores, ela não usa uma máscara para esconder sua identidade (embora ela use o mesmo traje) e seus amigos e admiradores a chamam de "Spider-Gwen" em vez de Mulher-Aranha. No entanto, assim como no arco Spider Island nos quadrinhos, Gwen e os outros nova-iorquinos infectados mais tarde se transformam em gigantescas aranhas monstruosas. Ela é mais tarde curada no clímax da história.

- A série de curtas Marvel Rising tem Spider-Gwen, aqui conhecida como Aranha-Fantasma (codinome mais tarde adotado pela Marvel), como uma de suas protagonistas, dublada por Dove Cameron. Essa versão da personagem tem o cabelo com pontas rosas de Gwenpool, algo que um dos designers da série revelou que veio de ter confundido as duas personagens em uma busca no Google Imagens.[8]

- Gwen-Aranha é uma das três protagonistas de Spidey and His Amazing Friends, com a voz de Lily Sanfelippo.

### Filmes
- Spider-Gwen apareceu no filme animado Spider-Man: Into the Spider-Verse, com a voz de Hailee Steinfeld.[9]
- A personagem aparece no filme Spider-Man: Across the Spider-Verse (Part One).

### Videogames
Spider-Gwen aparece como uma personagem jogável nos jogos Spider-Man Unlimited, Marvel: Avengers Alliance, Marvel: Future Fight, Marvel Puzzle Quest, Marvel: Contest of Champions, Lego Marvel Super Heroes 2 e Marvel Ultimate Alliance 3: The Black Order.